# Juan Carlos Lorenzo
Juan Carlos "Toto" Lorenzo (Buenos Aires, 27 de outubro de 1922 — Buenos Aires, 14 de novembro de 2001) foi um futebolista argentino. Foi treinador do Boca Juniors. Dirigiu a seleção de seu país nas Copa do Mundo de 1962 e 1966.

## Títulos
Mallorca
- Tercera División: 1958-59
- Segunda División: 1959-60

Roma
- Coppa Italia: 1963-64

San Lorenzo
- Torneo Metropolitano: 1972
- Torneo Nacional: 1972

Boca Juniors
- Torneo Metropolitano: 1976
- Torneo Nacional: 1976
- Copa Libertadores da América: 1977 e 1978
- Intercontinental 1977

Atlanta
- Primera B3: 1983